# Matthias Margarethus van Asch van Wijck
Jhr. Matthias Margarethus van Asch van Wijck (Utrecht, 28 december 1816 - Utrecht, 20 september 1882) was een Nederlands politicus en een telg uit de (adellijke) familie Van Asch van Wijck.
Van Asch van Wijck was een Antirevolutionair Tweede Kamerlid in het midden van de negentiende eeuw. Hij was de zoon van de Utrechtse burgemeester en tevens Kamerlid H.M.A.J. van Asch van Wijck en broer van het Tweede Kamerlid H.A.M. van Asch van Wijck. Hij was een deskundige op het gebied van het muntwezen, die diverse functies bekleedde bij de Rijksmunt. 
Van Asch van Wijck trouwde met Constantia Margaretha Maria van de Poll (1818-1892), een kleindochter van Nicolaas Calkoen (1753-1817) en was o.a. vader van Titus Antonij Jacob van Asch van Wijck (1849-1902), van 1891 tot 1896 gouverneur van Suriname.
- Biografisch Portaal: 89908960
- Digitale Bibliotheek voor de Nederlandse Letteren: asch010
- Parlement.com: vg09lkxjxqqe